# Bowling ai Giochi mondiali 2022
Le competizioni di bowling ai Giochi mondiali 2022 si sono svolte dall'8 all'11 luglio 2022 al Birmingham–Jefferson Convention Complex. di Birmingham in Alabama, negli Stati Uniti d'America. L'evento era originariamente stato calendarizzato nel luglio 2021, ma i Giochi mondiali sono stati riprogrammati per l'anno successivo a seguito del rinvio dei Giochi olimpici estivi di Tokyo 2020, dovuto all'insorgere dell'emergenza sanitaria causata dalla pandemia di COVID-19.

## Podi

### Uomini
| Specialità         | Oro                                            | Argento                             | Bronzo                                      |
| Singolo (dettagli) | Sam Cooley                                     | Jaroslav Lorenc                     | Graham Fach                                 |
| Doppio (dettagli)  | Danimarca Jesper Agerbo Dan Östergaard-Poulsen | Canada Graham Fach Darren Alexander | Corea del Sud Kim Dong-hyeon Park Dong-hyun |

### Donne
| Specialità         | Oro                                      | Argento                                | Bronzo                                      |
| Singolo (dettagli) | Shannon O'Keefe                          | Clara Guerrero                         | Jenny Wegner                                |
| Doppio (dettagli)  | Danimarca Mika Guldbaek Mai Ginge Jensen | Stati Uniti Shannon O'Keefe Julia Bond | Malaysia Li Jane Sin Natasha Mohamed Roslan |

## Medagliere
| Posiz. | Nazione       | Oro | Argento | Bronzo | Totale |
| ------ | ------------- | --- | ------- | ------ | ------ |
| 1      | Danimarca     | 2   | 0       | 0      | 2      |
| 2      | Stati Uniti   | 1   | 1       | 0      | 2      |
| 3      | Australia     | 1   | 0       | 0      | 1      |
| 4      | Canada        | 0   | 1       | 1      | 2      |
| 5      | Colombia      | 0   | 1       | 0      | 1      |
| 5      | Rep. Ceca     | 0   | 1       | 0      | 1      |
| 7      | Malaysia      | 0   | 0       | 1      | 1      |
| 7      | Corea del Sud | 0   | 0       | 1      | 1      |
| 7      | Svezia        | 0   | 0       | 1      | 1      |
| Totale | Totale        | 4   | 4       | 4      | 12     |